# What We Got 〜奇跡はきみと〜/I Know
『What We Got 〜奇跡はきみと〜/I Know』（ワット・ウィー・ゴット きせきはきみと/アイノウ)は、日本の男性アイドルグループ・King & Princeの17枚目のシングル。Project K&Pより2025年8月6日に発売された。また、「What We Got 〜奇跡はきみと〜」は2025年5月23日に、「I Know」は8月1日にデジタル先行配信された。

## 解説
表題曲「What We Got 〜奇跡はきみと〜」は、「ミッキーマウス・マーチ」以来となるミッキーマウスのオフィシャルテーマソング。2016年に発表されたディズニーソング「What We Got (Mickey's Birthday Song)」が原曲で、オリジナルアレンジが追加されている。また、日本語訳詞をKing & Princeが手掛けている。
ディズニーとのコラボレーションは、ミッキーマウスのスクリーンデビュー100周年に向け、ディズニーが世界で展開している大型キャンペーン『ミッキー&フレンズ・イン・リアル・ライフ』の一環として実現した。
2025年5月10日、コンサート『King & Prince LIVE TOUR 24-25 〜Re:ERA〜 in DOME』みずほPayPayドーム福岡公演で、表題曲の制作が発表された。同年5月23日に配信されたのち、8月6日にCDシングルとしてリリースされた。
「I Know」は、髙橋海人が中村倫也とW主演を務めるTBS系金曜ドラマ『DOPE 麻薬取締部特捜課』の挿入歌に起用され、7月4日に放送された第1話内で解禁された。

## リリース
初回限定盤A（CD+DVD）・初回限定盤B（CD+DVD）・初回限定LIVE盤（CD+DVD）・通常盤（CDのみ）で発売。

### 特典
先着外付け特典
- 初回限定盤A：ポストカード2枚セット
- 初回限定盤B：A4クリアポスター
- 初回限定LIVE盤：A6フォトカード
- 通常盤（初回プレス）：ビジュアルカード3種セット
- 4形態同時購入：オリジナルピンバッジ

封入特典
動画視聴期間：2025年8月5日（火）12:00〜2025年9月5日（金）18:00まで。
- 初回限定盤A：ビジュアルカード（集合Aタイプ1種）、期間限定動画A視聴シリアルナンバー
- 初回限定盤B：ビジュアルカード（集合Bタイプ1種）、期間限定動画B視聴シリアルナンバー
- 初回限定LIVE盤：ビジュアルカード（集合Cタイプ1種）、期間限定動画C視聴シリアルナンバー
- 通常盤（初回プレス）：ビジュアルカード（集合Dタイプ、3種中1種ランダム封入）、期間限定動画D視聴シリアルナンバー

### 仕様
- 初回限定盤A/B/初回限定LIVE盤：スリーブケース付き2Dケース[20]
- 通常盤：3Pケース[20]

## 収録曲
クレジット出典

### CD

#### 初回限定盤A
1. What We Got 〜奇跡はきみと〜［3:05］
作詞：King & Prince、作曲：Tonny Ferari, Andy Dodd, Klara Elias, Alma Goodman
2. I Know
3. Lovin' you（Re:）

#### 初回限定盤B
1. I Know
2. What We Got 〜奇跡はきみと〜
3. 今君に伝えたいこと（Re:）

#### 初回限定LIVE盤
1. I Know
2. What We Got 〜奇跡はきみと〜
3. 僕の好きな人（Re:）

#### 通常盤
1. What We Got 〜奇跡はきみと〜
2. I Know
3. Do Dance
4. Deep Forest

### DVD

#### 初回限定盤A
- 「What We Got 〜奇跡はきみと〜」 Music Video
- King & Princeの○○任せのパーティー

#### 初回限定盤B
- 「I Know」 Music Video
- 「I Know」 Performance ver.
- 「I Know」 Music Video Behind the scenes

#### 初回限定LIVE盤
- Quiet Session Club

## チャート成績
2025年6月2日付「オリコン週間デジタルシングル（単曲）ランキング」で、「What We Got 〜奇跡はきみと〜」が初週DL数1万8201DLで1位を獲得し、前作「HEART」に続き通算4作目のデジタルシングル1位となった。また、8月1日に配信が開始された「I Know」も初週DL数1万5624DLで8月11日付の同ランキングで1位を獲得し、自身5作目のデジタルシングル1位となった。